# 렛 잇 스노우 (소설)
《렛 잇 스노우》(영어: Let It Snow: Three Holiday Romances)는 존 그린, 모린 존슨, 로런 미러클 세 작가가 쓴 2008년작 연작 소설집이다. 크리스마스 이브의 '그레이스 타운'이라는 마을을 배경으로 펼쳐지는 고등학생 남녀의 로맨틱 코미디 세 편이 수록되어 있다. 각각 모린 존슨의 〈주빌레 익스프레스〉, 존 그린의 〈크리스마스의 기적〉, 로런 미러클의 〈돼지들의 수호신〉이다. 대한민국에는 북폴리오에서 정윤희 번역가의 번역으로 2016년 출간되었다.
넷플릭스에서 이저벨라 모너, 셔메이크 무어, 키어넌 십카, 오데야 러시, 조앤 큐잭 주연으로 영화화되었다. 렛 잇 스노우 (2019년 영화) 참조.